# Norbert Hauata
Norbert Hauata (8 de junio de 1979) es un árbitro de fútbol francés que dirige en la Primera División de Tahití y la O-League. 

## Trayectoria
Es internacional de la OFC desde 2007 y de la FIFA desde 2008. Fue uno de los referís que pitó en la Copa Mundial Sub-17 de 2011 disputada en México. También fue escogido como uno de los 18 oficiales de la Copa de las Naciones de la OFC 2012.